# Limnoscelis
Limnoscelis é um gênero de diadectomorpha (um grupo de tetrápodes reptiliformes do Permiano Inferior da América do Norte). Este gênero é parte de um grupo de animais estreitamente relacionados com os amniotas (mamíferos, aves e répteis). Seria um dos gêneros basais dos quais pode ter se originado os répteis mais avançados. Os limnoscelis possuíam de cerca de 1,5 m de comprimento, com um esqueleto resistente e um crânio ainda mais longo e forte; e um orifício entre o osso parietal até a glândula pineal.

## Galeria

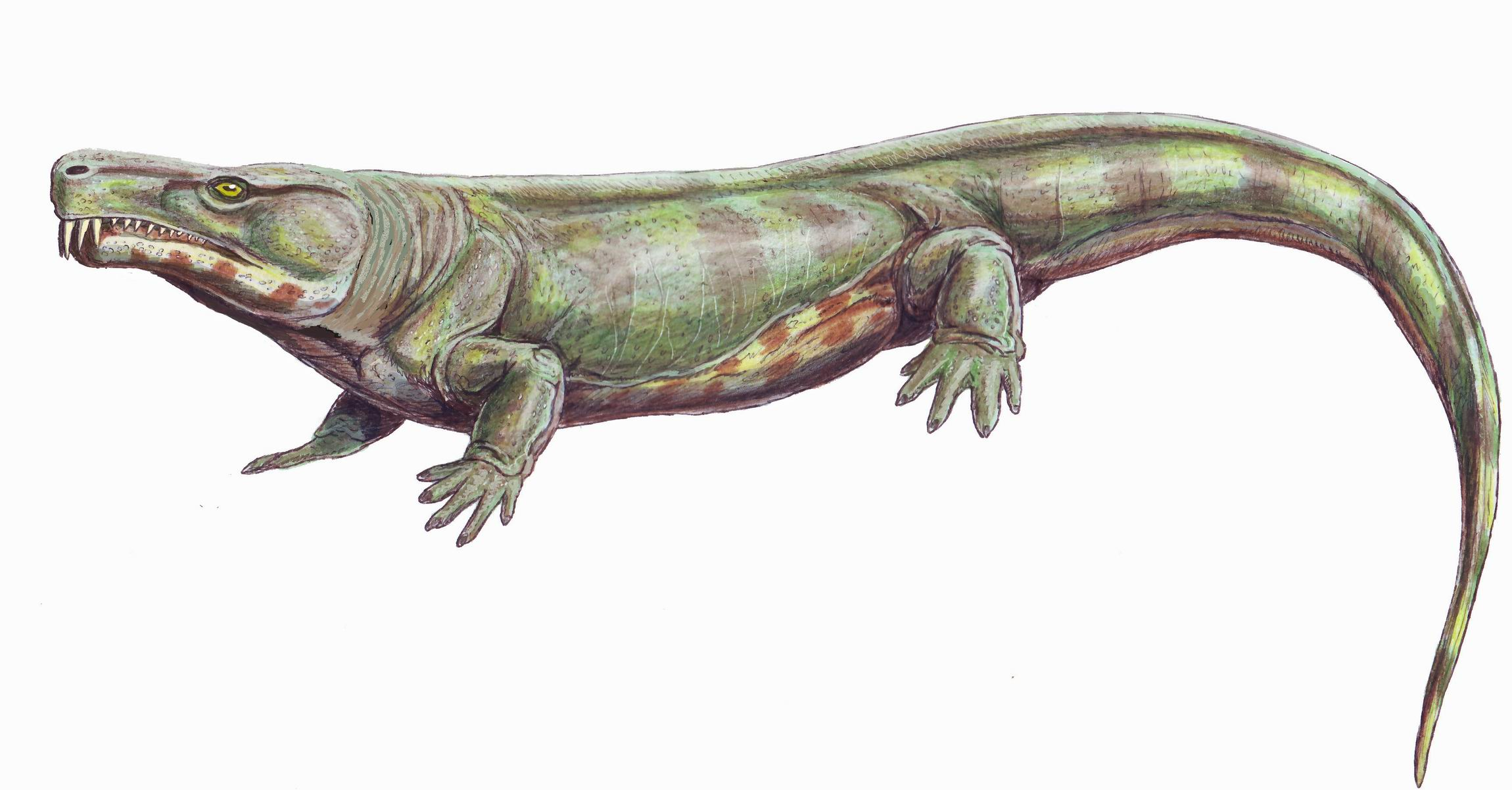
Limnoscelis
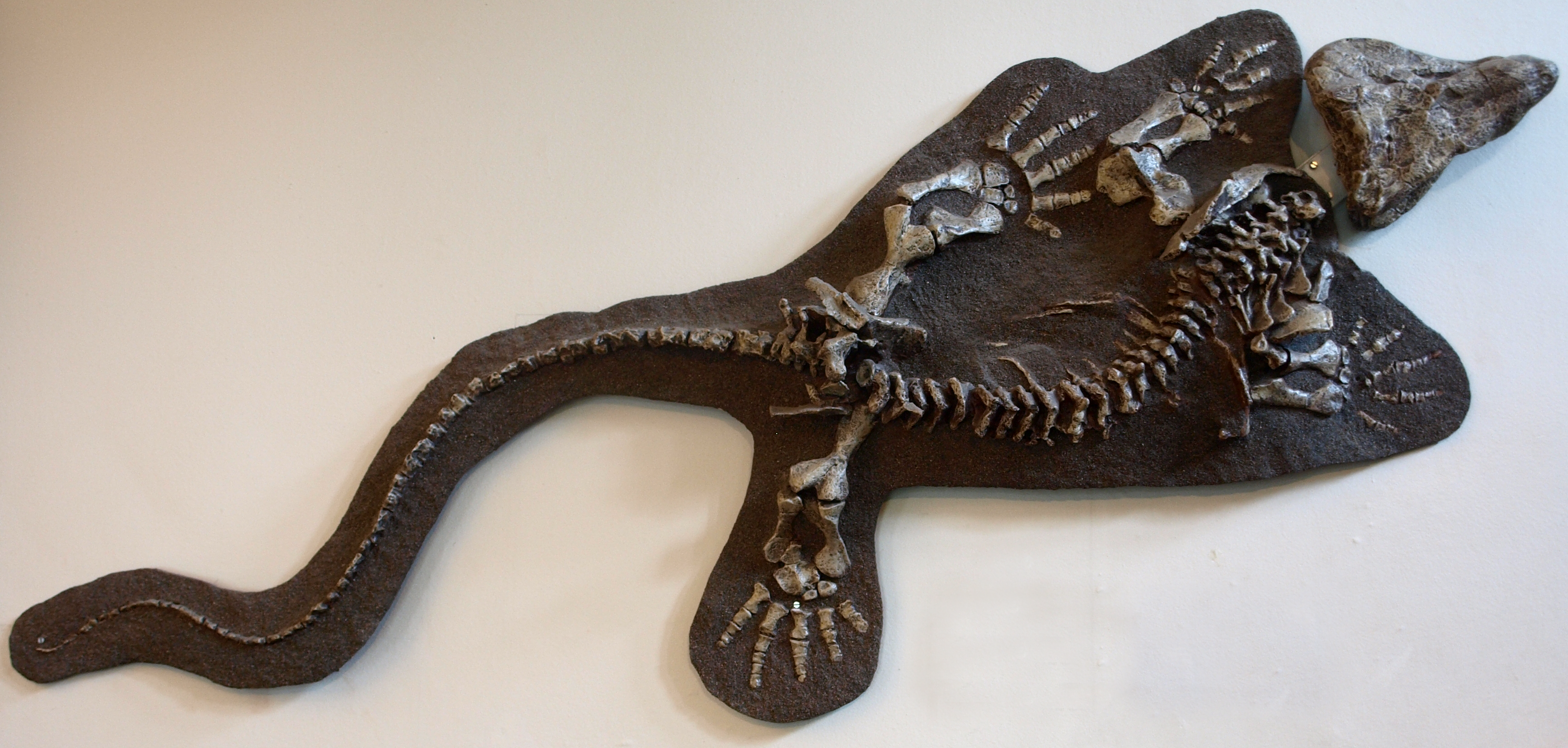
Limnoscelis, em exposição no Museu Redpath em Montreal
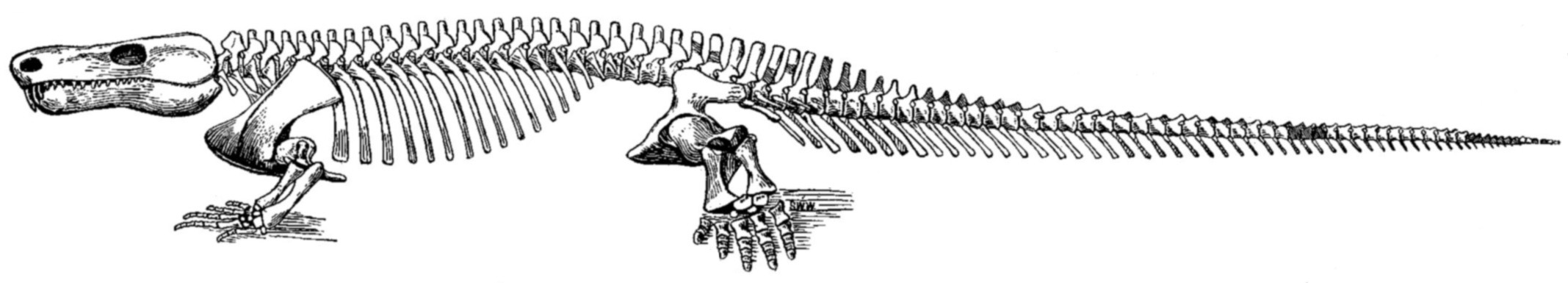
Esqueleto do Limnoscelis.